# 尿苷二磷酸-葡萄糖6-脱氢酶
尿苷二磷酸-葡萄糖6-脱氢酶（英語：UDP-glucose 6-dehydrogenase，EC 1.1.1.22 （页面存档备份，存于））是一种以NAD+或NADP+为受体、作用于供体CH-OH基团上的氧化还原酶,化学式为：C2448H3895O732N667S20。这种酶能催化以下酶促反应：
尿苷二磷酸-葡萄糖 + 2 NAD+ + H2O {\displaystyle \rightleftharpoons } 尿苷二磷酸-葡糖醛酸 + 2 NADH + 2 H+
尿苷二磷酸-葡萄糖6-脱氢酶主要参与4种代谢途径，包括：戊糖和葡萄糖醛酸之间的转化、抗坏血酸和醛糖二酸的代谢、淀粉和蔗糖之间的转化以及核苷酸糖的代谢过程。